# Mnesictena pantheropa
Mnesictena pantheropa là một loài bướm đêm trong họ Crambidae.